# Blankvåben
Et blankvåben, er et nærkampsvåben med en skærende klinge. Blankvåben omfatter sværd, daggerter, og bajonetter. Blankvåben bruges til at skære, hugge eller støde. Blankvåben står i kontrast til bluntvåben, som stridskøller og stødvåben som spyd.
Mange landbrugsredskaber med klinger, som macheter, økser, høtyve, segl, og leer har været brugt som improviserede våben af bønder, militser - særligt i forbindelse med selvforsvar.
Blankvåben og klinger associeres med fortiden, men bruges fortsat i moderne militær. Kampknive og bajonetter til nærkamp eller missioner, der skal foregå i stilhed, og bæres som et sekundært våben eller sidevåben. Moderne bajonetter anvendes ofte både som kampkniv og bajonet.
Improviserede blankvåben blev i stort omfang brugt i skyttegravene under første verdenskrig Her kunne bl.a. feltspader bruges direkte  eller let modificerede, som et simpelt nærkampsvåben.